# أوتوكار كوبرا
أوتوكار كوبرا  (بالإنجليزية: Otokar Cobra) هي مركبة نقل مشاة وضعتها الشركة التركية أوتوكار.

## معرض صور

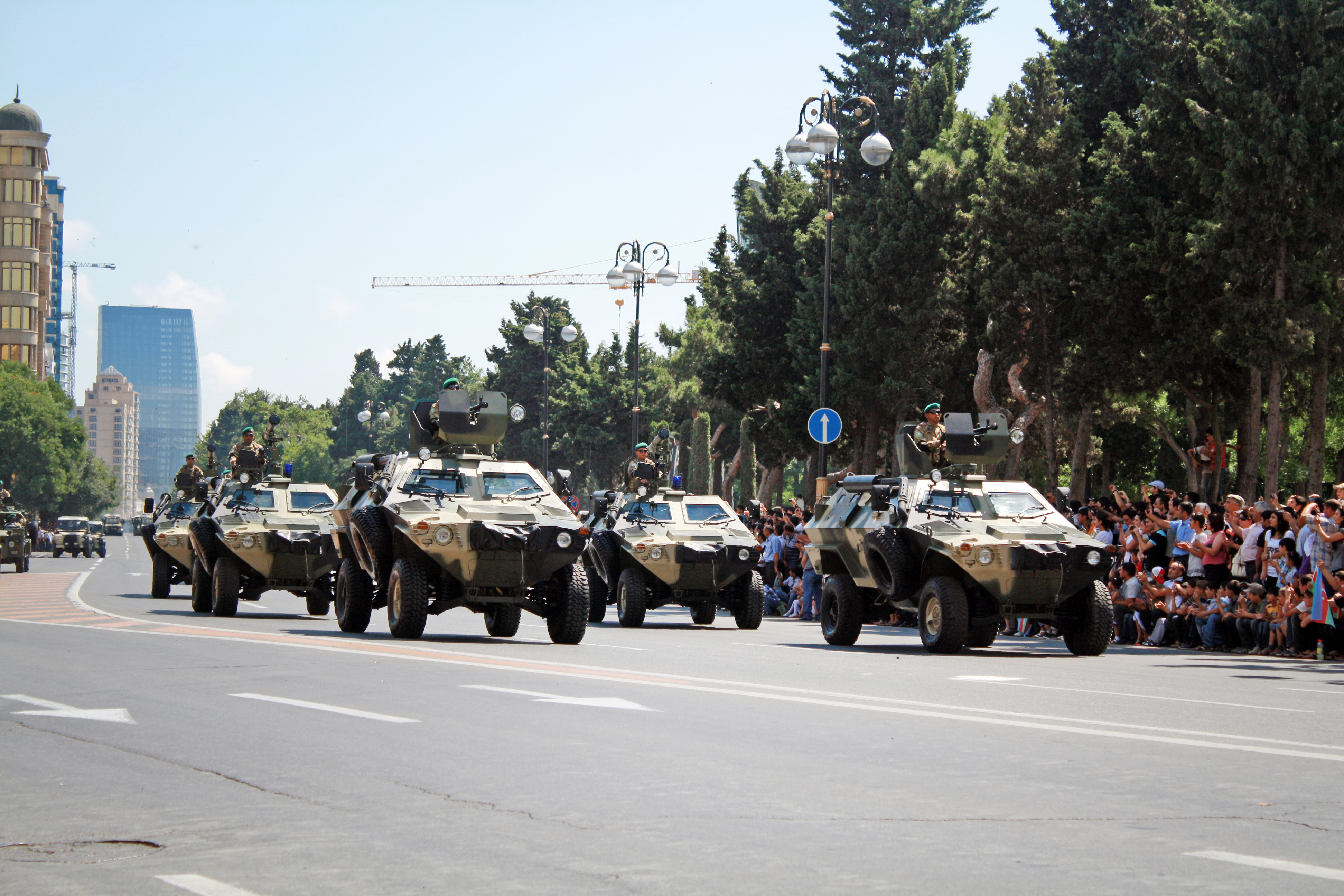
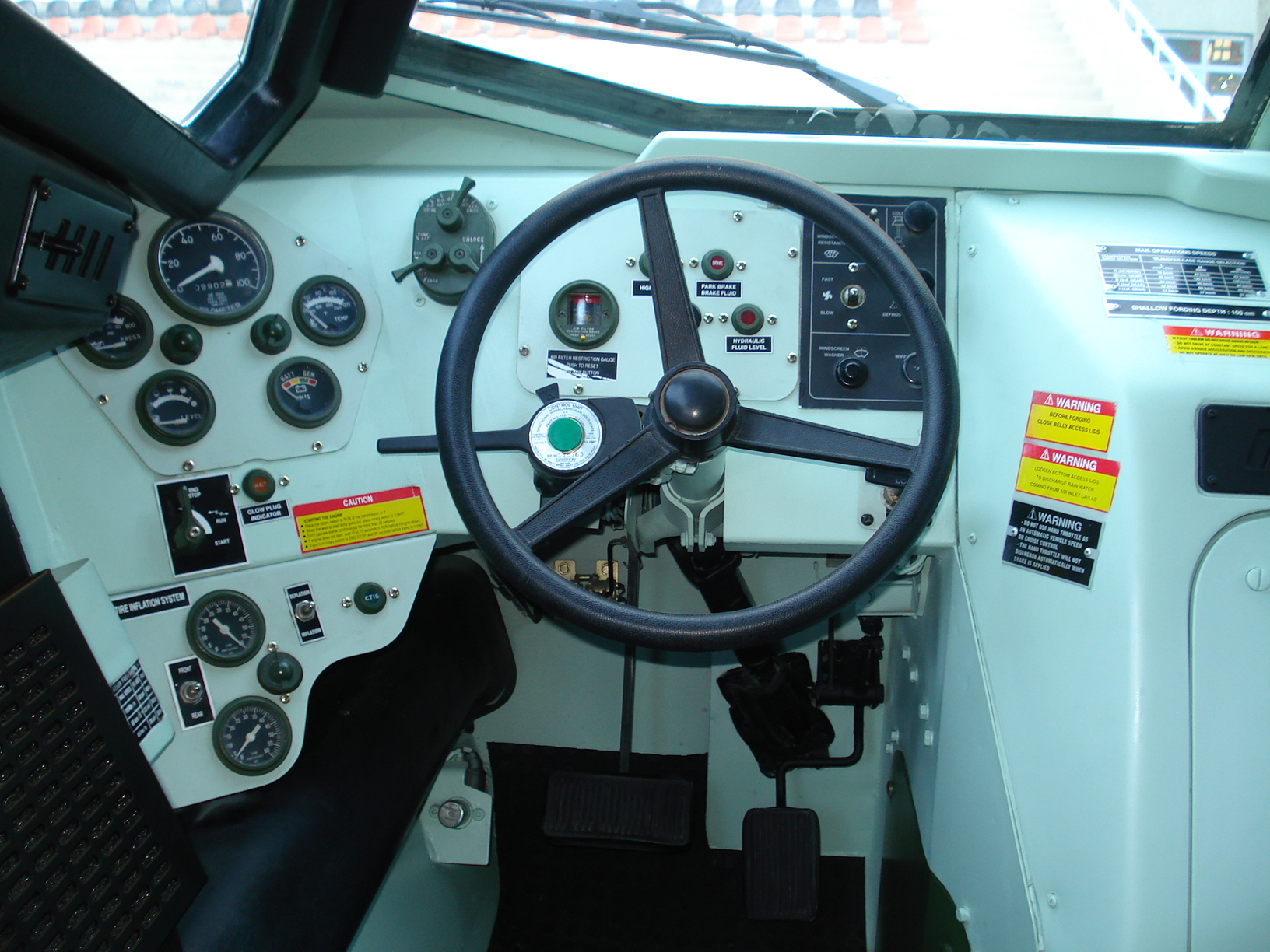
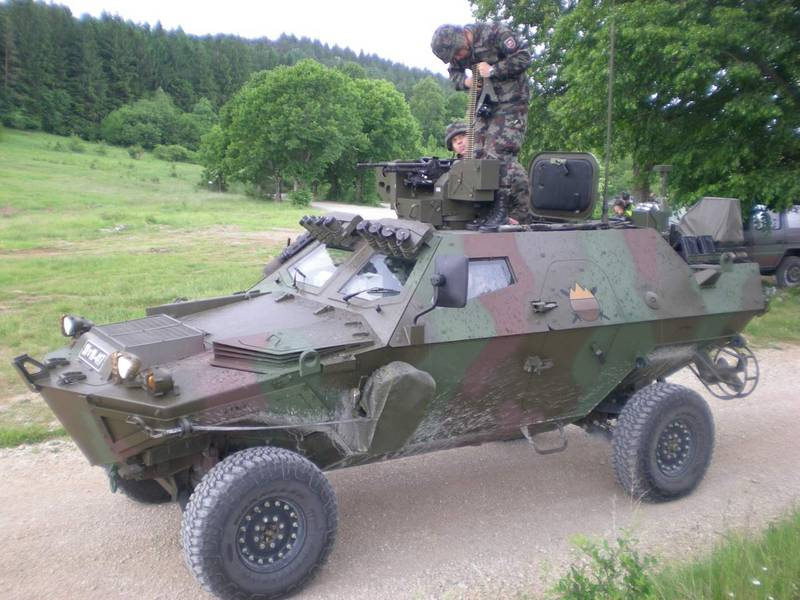

## مستخدمين

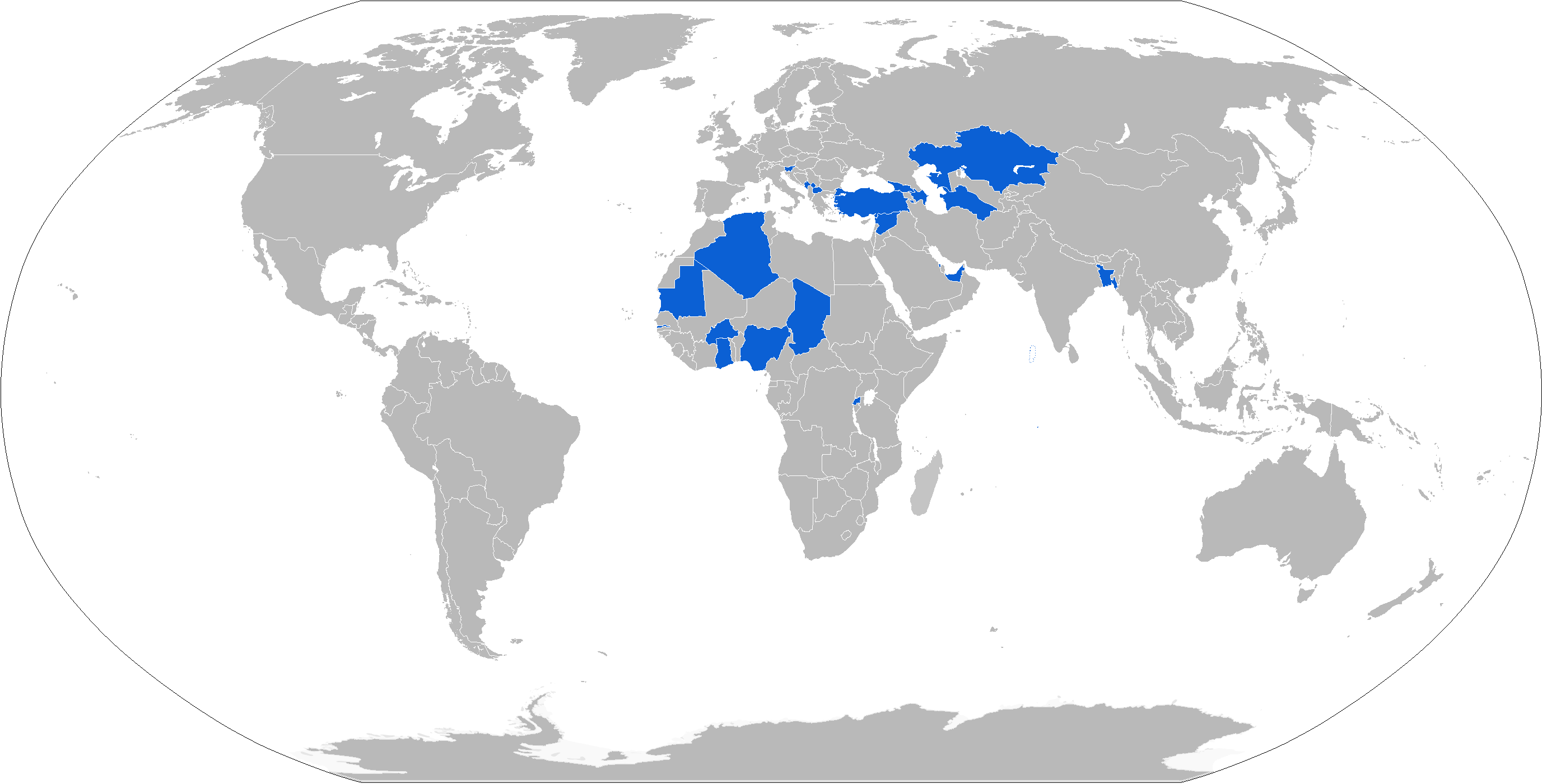
Map of Otokar Cobra I operators, in blue

- الجزائر[1]
- أذربيجان[2]
- البحرين[3][4]
- بنغلاديش[5]
- بوركينا فاسو[6]
- تشاد[7]
- غامبيا[8][9]
- جورجيا[1]
- غانا[10]
- كازاخستان[11]
- كوسوفو[12]
- جزر المالديف[1][هل يوثق بهذا المصدر؟]
- موريتانيا[13]
- الجبل الأسود[14]
- نيجيريا: [15]
- مقدونيا[16]
- رواندا[15]
- السعودية[17]
- سلوفينيا[18]
- سوريا[19][20]
- الجيش الوطني السوري
- تركيا[1]
- تونس[21]
- تركمانستان[22]
- الإمارات العربية المتحدة[1]
- الأمم المتحدة[23]